# زمین‌لرزه ۱۹۳۷ اریزابا
زمین‌لرزه اریزابا  در تاریخ ۲۶ ژوئیه ۱۹۳۷ میلادی، برابر با ‎۴ مرداد ۱۳۱۶، ساعت ۳:۴۷:۰۹ به زمان یوتی‌سی در مکزیک ، منطقه وراکروز رخ داد. ژرفای این زلزله ۳۵ کیلومتر بود. بزرگی آن ۷٫۲ در مقیاس mB اعلام شده‌است. زمین‌لرزه به وقت محلی در روز یکشنبه، ساعت ۲۱ روی داده و منطقه زمانی آن یوتی‌سی -۶ بوده‌است (با لحاظ تغییر ساعت تابستانی).
سازمان زمین‌شناسی آمریکا نیز جای این زمین‌لرزه را در مختصات ۱۸°۴۸′شمالی ۹۷°۳۰′غربی / ۱۸٫۸°شمالی ۹۷٫۵°غربی و بزرگی آنرا برابر با ۷٫۷ در مقیاس ریشتر اعلام کرده‌است. 
شمار کشتگان زلزله حدود ۳۴ نفر بوده‌است.